# Benz (priimek)
Benz je priimek več oseb:   
- Karl Benz, nemški avtomobilist
- Karl Benz, nemški inženir in izumitelj
- Ludwig Wilhelm Benz, nemški rimskokatoliški škof